# ذن (ریزمعماری)
ذن (انگلیسی: Zen) عنوان کد رمز ریزپردازنده‌های شرکت ای‌ام‌دی برای رایانه‌ها است که نخستین مرتبه با مجموعه رایزن و در فوریه ۲۰۱۷ معرفی گردید. اولین پردازنده‌های این مجموعه با عنوان سامیت‌ریج، در اوایل ماه مارس ۲۰۱۷ به‌طور رسمی معرفی گردید. واحد پردازش سریع ای‌ام‌دی مبتنی بر زن نیز نخستین مرتبه در نوامبر ۲۰۱۷ به بازار رسید.